# 1654 Bojeva
Az 1654 Bojeva (ideiglenes jelöléssel 1931 TL) a Naprendszer kisbolygóövében található aszteroida. Pelageja Sajn fedezte fel 1931. október 8-án.